# Scabrotrophon
Scabrotrophon là một chi ốc biển, là động vật thân mềm chân bụng sống ở biển thuộc họ Muricidae, họ ốc gai.

## Các loài
Các loài thuộc chi Scabrotrophon bao gồm:
- Scabrotrophon bondarevi (Houart, 1995)[2]
- Scabrotrophon callosus (Nomura & Hatai, 1940)[3]
- Scabrotrophon cerritensis (Arnold, 1903)[4]
- Scabrotrophon chunfui Houart & Lan, 2001[5]
- Scabrotrophon clarki McLean, 1996[6]
- Scabrotrophon densicostatus (Golikov in Golikov & Scarlato, 1985)[7]
- Scabrotrophon emphaticus (Habe & Ito, 1965)[8]
- Scabrotrophon fabricii (Møller, 1842)[9]
- Scabrotrophon grovesi McLean, 1996[10]
- Scabrotrophon hawaiiensis Houart & Moffitt, 2010
- Scabrotrophon inspiratum Houart, 2003[11]
- Scabrotrophon kamchatkanus (Dall, 1902)
- Scabrotrophon lani Houart & Liang, 2004[12]
- Scabrotrophon lasius (Dall, 1919)[13]
- Scabrotrophon maltzani (Kobelt,1878)[14]
- Scabrotrophon nodulosus (Golikov, in Golikov & Scarlato, 1985)[15]
- Scabrotrophon regina (Houart, 1985)[16]
- Scabrotrophon rossicus (Egorov, 1993)[17]
- Scabrotrophon scarlatoi (Golikov & Sirenko, 1992)[18]
- Scabrotrophon tegularis (Golikov & Gulbin, 1977)[19]
- Scabrotrophon undocostatus (Golikov & Sirenko, 1992)[20]
- Scabrotrophon yurii (Egorov, 1994)[21]